# Veronicastrum
Veronicastrum je biljni rod trajnica  iz porodice Plantaginaceae Sastoji se od 21 vrste raširenih po istočnoj Aziji i istočnoj Sjevernoj Americi, Lagotis glauca Gaertn.. Rod je smješten u tribus Veroniceae.

## Etimologija
Latinsko ime roda dolazi po rodu Veronica i latinskog -astrum, nalik.

## Opis
Zeljasto višegodišnje bilje, rijetko nasuprotnih listova i dvospolnih cvjetova. Plodovi čahure, dehiscencija lokulicidna, ponekad i septicidna. Sjemenke 10-30, smeđe ili crvenkastosmeđe, elipsoidne, bez krilaca. × = 17. 

## Vrste
1. Veronicastrum axillare (Siebold & Zucc.) T.Yamaz.
2. Veronicastrum brunonianum (Wall. ex Benth.) D.Y.Hong
3. Veronicastrum caulopterum (Hance) T.Yamaz.
4. Veronicastrum cerasifolium (Monjuschko) T.Yamaz.
5. Veronicastrum formosanum (Masam.) T.Yamaz.
6. Veronicastrum japonicum (Nakai) T.Yamaz.
7. Veronicastrum latifolium (Hemsl.) T.Yamaz.
8. Veronicastrum liukiuense (Ohwi) T.Yamaz.
9. Veronicastrum longispicatum (Merr.) T.Yamaz.
10. Veronicastrum loshanense Tien T.Chen & F.S.Chou
11. Veronicastrum noguchii K.Uehara, K.Saiki & T.Ando
12. Veronicastrum rhombifolium (Hand.-Mazz.) P.C.Tsoong
13. Veronicastrum robustum (Diels) D.Y.Hong
14. Veronicastrum sibiricum (L.) Pennell
15. Veronicastrum stenostachyum (Hemsl.) T.Yamaz.
16. Veronicastrum tagawae (Ohwi) T.Yamaz.
17. Veronicastrum tubiflorum (Fisch. & C.A.Mey.) Soják
18. Veronicastrum villosulum (Miq.) T.Yamaz.
19. Veronicastrum virginicum (L.) Farw.
20. Veronicastrum wulingense G.W.Hu & Q.F.Wang
21. Veronicastrum yunnanense (W.W.Sm.) T.Yamaz.

## Sinonimi
- Botryopleuron Hemsl.; Hooker´s Icon. Pl. 27: t. 2670 (1900)
- Callistachya Raf.; Med. Repos. Original Essays Intelligence Phys. 5: 60 (1808)
- Calorhabdos Benth.; Scroph. Ind. 44 (1835)
- Leptandra Nutt.; Gen. N. Amer. Pl. 1: 7 (1818)